# Langona rufa
Langona rufa är en spindelart som beskrevs av Roger de Lessert 1925. Langona rufa ingår i släktet Langona och familjen hoppspindlar. Inga underarter finns listade i Catalogue of Life.